# Joachim Kroll
Joachim Georg Kroll, född 17 april 1933 i Hindenburg, död 1 juli 1991 i Rheinbach, var en tysk seriemördare, barnvåldtäktsman och kannibal. Han blev känd som Ruhrkannibalen. Han dömdes för åtta mord men erkände totalt fjorton mord. Han åt upp delar av samtliga av sina offer och hade våldtagit offren efter att ha strypt dem.